# Irlande aux Jeux olympiques d'été de 2012
L'Irlande participe aux Jeux olympiques de 2012 à Londres. Il s'agit de sa 20e participation à des Jeux olympiques d'été. 
La délégation est connue sous le nom d'Irlande auprès du Comité international olympique bien qu'elle soit composée de sportifs venant de toute l’île d’Irlande. Les  sportifs d'Irlande du Nord ont en effet la possibilité de choisir la sélection irlandaise sous les couleurs de l’État d’Irlande ou celle de la Grande-Bretagne.

## Médaillés
| Sport                   | Discipline                  | Athlète(s)       | Performance     | Date    |
| Médailles d'or : 1      |                             |                  |                 |         |
| Boxe                    | Poids légers femmes         | Katie Taylor     | 8 - 10          | 9 août  |
| Médailles d'argent : 1  |                             |                  |                 |         |
| Boxe                    | Poids coqs hommes           | John Joe Nevin   | 11 - 14         | 11 août |
| Médailles de bronze : 4 |                             |                  |                 |         |
| Boxe                    | Poids mi-mouches hommes     | Paddy Barnes     | 18 - 23         | 10 août |
| Boxe                    | Poids mouches hommes        | Michael Conlan   | 18 - 22         | 10 août |
| Équitation              | Saut d'obstacles individuel | Cian O'Connor    |                 | 8 août  |
| Athlétisme              | 50 km marche hommes         | Robert Heffernan | 3 h 37 min 54 s | 11 août |

## Athlétisme
Les athlètes de l'Irlande ont jusqu'ici atteint les minima de qualification dans les épreuves d'athlétisme suivantes (pour chaque épreuve, un pays peut engager trois athlètes à condition qu'ils aient réussi chacun les minima A de qualification, un seul athlète par nation est inscrit sur la liste de départ si seuls les minima B sont réussis), :
Minima A réalisé par trois athlètes (ou plus)
- Aucun

Minima A réalisé par deux athlètes
- 3 000 mètres steeple femmes

Minima A réalisé par un athlète
- 5 000 mètres hommes
- 20 kilomètres marche hommes
- 20 kilomètres marche femmes
- Saut en hauteur femmes

Minima B réalisé par un athlète (ou plus)
- 100 mètres hommes
- Marathon hommes
- Marathon femmes

## Aviron
Femmes
| Athlète        | Compétition | Séries | Séries | Repêchage | Repêchage | Quarts de finale | Quarts de finale | Demi-finales | Demi-finales | Finales | Finales |
| Athlète        | Compétition | Temps  | Rang   | Temps     | Rang      | Temps            | Rang             | Temps        | Rang         | Temps   | Rang    |
| -------------- | ----------- | ------ | ------ | --------- | --------- | ---------------- | ---------------- | ------------ | ------------ | ------- | ------- |
| Sanita Puspure | Skiff       |        |        |           |           |                  |                  |              |              |         |         |

## Badminton
| Athlète     | Compétition      | Phase de groupe  | Phase de groupe  | Phase de groupe  | Phase de groupe | 8e de finale     | Quarts de finale | Demi-finales     | Finale           | Finale |
| Athlète     | Compétition      | Adversaire Score | Adversaire Score | Adversaire Score | Rang            | Adversaire Score | Adversaire Score | Adversaire Score | Adversaire Score | Rang   |
| ----------- | ---------------- | ---------------- | ---------------- | ---------------- | --------------- | ---------------- | ---------------- | ---------------- | ---------------- | ------ |
| Scott Evans | Simple messieurs |                  |                  |                  |                 |                  |                  |                  |                  |        |
| Chloe Magee | Simple dames     |                  |                  |                  |                 |                  |                  |                  |                  |        |

### Boxe
L'Irlande a qualifié des boxers pour les compétitions suivantes
Hommes
| Athlète        | Compétition      | Tour préliminaire    | 1/8e de finale           | Quarts de finale      | Demi-finale           | Finale                 | Finale                              |
| Athlète        | Compétition      | Adversaire Résultat  | Adversaire Résultat      | Adversaire Résultat   | Adversaire Résultat   | Adversaire Résultat    | Rang                                |
| -------------- | ---------------- | -------------------- | ------------------------ | --------------------- | --------------------- | ---------------------- | ----------------------------------- |
| Paddy Barnes   | Poids mi-mouches | Bye                  | Essomba (CMR) W 15–10    | Singh (IND) W 23–18   | Zou (CHI) L 15–15+    | Non atteints           | Médaille de bronze, Jeux olympiques |
| Michael Conlan | Poids mouches    | Bye                  | Micah (GHA) W 19–8       | Oubaali (FRA) W 22–18 | Ramirez (CUB) L 10–20 | Non atteints           | Médaille de bronze, Jeux olympiques |
| John Joe Nevin | Poids coqs       | Ceylan (DEN) W 21–6  | Abutalipov (KAZ) W 15–10 | Valdez (MEX) W 19–13  | Álvarez (CUB) W 19–14 | Campbell (GBR) L 11–14 | Médaille d'argent, Jeux olympiques  |
| Adam Nolan     | Poids welters    | Sánchez (ECU) W 14–8 | Zamkovoy (RUS) L 9–18    | Non atteints          | Non atteints          | Non atteints           | Non atteints                        |
| Darren O'Neill | Poids moyens     | Akanji (NGR) W 15–6  | Hartel (GER) L 12–19     | Non atteints          | Non atteints          | Non atteints           | Non atteints                        |

Women
| Athlete      | Compétition  | 1/8 de finale       | Quarts de finale    | Demi finale           | Finale                | Finale                         |
| Athlete      | Compétition  | Adversaire Résultat | Adversaire Résultat | Adversaire Résultat   | Adversaire Résultat   | Rang                           |
| ------------ | ------------ | ------------------- | ------------------- | --------------------- | --------------------- | ------------------------------ |
| Katie Taylor | Poids légers | Bye                 | Jonas (GBR) W 26–15 | Chorieva (TJK) W 17–9 | Ochigava (RUS) W 10–8 | Médaille d'or, Jeux olympiques |

## Cyclisme

### Cyclisme sur route
En cyclisme sur route, l'Irlande a qualifié trois hommes et aucune femme.
| Athlète       | Compétition             | Temps           | Rang |
| ------------- | ----------------------- | --------------- | ---- |
| Daniel Martin | Course en ligne hommes  | 5 min 46 s 37   | 90e  |
| David McCann  | Course en ligne hommes  | 5 h 46 min 37 s | 55e  |
| David McCann  | Contre-la-montre hommes | 56 min 03 s 77  | 27e  |
| Nicolas Roche | Course en ligne hommes  | 5 h 46 min 37 s | 89e  |

### Cyclisme sur piste
Omnium
| Athlète       | Compétition   | Tour lancé | Tour lancé | Course aux points | Course aux points | Élimination | Poursuite           | Poursuite | Scratch | Scratch | Contre-la-montre | Contre-la-montre | Total | Rang |
| Athlète       | Compétition   | Temps      | Rang       | Points            | Rang              | Rang        | Adversaire Résultat | Temps     | Rang    | Temps   | Rang             | Rang             | Total | Rang |
| ------------- | ------------- | ---------- | ---------- | ----------------- | ----------------- | ----------- | ------------------- | --------- | ------- | ------- | ---------------- | ---------------- | ----- | ---- |
| Martyn Irvine | Omnium hommes |            |            |                   |                   |             |                     |           |         |         |                  |                  |       |      |

## Équitation

### Concours complet
| Athlète                                                          | Cheval          | Compétition | Dressage  | Dressage | Cross-country | Cross-country | Saut d'obstacles | Saut d'obstacles | Saut d'obstacles | Saut d'obstacles | Total     | Total |
| Athlète                                                          | Cheval          | Compétition | Dressage  | Dressage | Cross-country | Cross-country | Qualification    | Qualification    | Finale           | Finale           | Total     | Total |
| Athlète                                                          | Cheval          | Compétition | Pénalités | Rang     | Pénalités     | Rang          | Pénalités        | Rang             | Pénalités        | Rang             | Pénalités | Rang  |
| ---------------------------------------------------------------- | --------------- | ----------- | --------- | -------- | ------------- | ------------- | ---------------- | ---------------- | ---------------- | ---------------- | --------- | ----- |
| Aoife Clarke                                                     | Master Crusoe   | Individuel  |           |          |               |               |                  |                  |                  |                  |           |       |
| Mark Kyle                                                        | Coolio          | Individuel  |           |          |               |               |                  |                  |                  |                  |           |       |
| Joseph Murphy                                                    | Electric Cruise | Individuel  |           |          |               |               |                  |                  |                  |                  |           |       |
| Michael Ryan                                                     | Ballylynch      | Individuel  |           |          |               |               |                  |                  |                  |                  |           |       |
| Camilla Speirs                                                   | Portersize      | Individuel  |           |          |               |               |                  |                  |                  |                  |           |       |
| Aoife Clarke Mark Kyle Joseph Murphy Michael Ryan Camilla Speirs | Voir ci-dessus  | Par équipes |           |          |               |               | NC               | NC               |                  |                  |           |       |

### Dressage
| Athlète       | Cheval    | Compétition | 1er tour | 1er tour | 2e tour | 2e tour | 2e tour     | 2e tour | Finale | Finale | Finale      | Finale |
| Athlète       | Cheval    | Compétition | Score    | Rang     | Score   | Rang    | Score total | Rang    | Score  | Rang   | Score total | Rang   |
| ------------- | --------- | ----------- | -------- | -------- | ------- | ------- | ----------- | ------- | ------ | ------ | ----------- | ------ |
| Anna Merveldt | Coryolano | Individuel  |          |          |         |         |             |         |        |        |             |        |

### Saut d'obstacles
| Athlète       | Cheval    | Compétition | Qualification | Qualification | Qualification | Qualification | Qualification | Qualification | Qualification | Qualification | Finale    | Finale   | Finale    | Finale   | Finale   | Total     | Total |
| Athlète       | Cheval    | Compétition | 1er tour      | 1er tour      | 2e tour       | 2e tour       | 2e tour       | 3e tour       | 3e tour       | 3e tour       | Finale A  | Finale A | Finale B  | Finale B | Finale B | Total     | Total |
| Athlète       | Cheval    | Compétition | Pénalités     | Rang          | Pénalités     | Total         | Rang          | Pénalités     | Total         | Rang          | Pénalités | Rang     | Pénalités | Total    | Rang     | Pénalités | Rang  |
| ------------- | --------- | ----------- | ------------- | ------------- | ------------- | ------------- | ------------- | ------------- | ------------- | ------------- | --------- | -------- | --------- | -------- | -------- | --------- | ----- |
| Cian O'Connor | Blue Loyd | Individuel  |               |               |               |               |               |               |               |               |           |          |           |          |          |           |       |
| Billy Twomey  | Tinka     | Individuel  |               |               |               |               |               |               |               |               |           |          |           |          |          |           |       |

## Gymnastique

### Artistique
Hommes
| Athlète      | Compétition | Appareils | Appareils | Appareils | Appareils | Appareils | Appareils | Qualification | Qualification | Appareils | Appareils | Appareils | Appareils | Appareils | Appareils | Finale | Finale |
| Athlète      | Compétition | S         | CA        | A         | SC        | BP        | BF        | Total         | Rang          | S         | CA        | A         | SC        | BP        | BF        | Total  | Rang   |
| ------------ | ----------- | --------- | --------- | --------- | --------- | --------- | --------- | ------------- | ------------- | --------- | --------- | --------- | --------- | --------- | --------- | ------ | ------ |
| Kieran Behan | Individuel  |           |           |           |           |           |           |               |               |           |           |           |           |           |           |        |        |

## Judo
| Athlète      | Compétition           | 1/16 de finale      | 1/8 de finale       | Quarts de finale    | Demi-finales        | Repêchage 1         | Repêchage 2         | Finale              | Finale |
| Athlète      | Compétition           | Adversaire Résultat | Adversaire Résultat | Adversaire Résultat | Adversaire Résultat | Adversaire Résultat | Adversaire Résultat | Adversaire Résultat | Rang   |
| ------------ | --------------------- | ------------------- | ------------------- | ------------------- | ------------------- | ------------------- | ------------------- | ------------------- | ------ |
| Lisa Kearney | Moins de 48 kg femmes |                     |                     |                     |                     |                     |                     |                     |        |

## Natation
Les nageurs irlandais ont jusqu'ici atteint les minima de qualification dans les épreuves suivantes (au maximum 2 nageurs peuvent être qualifiés s'ils ont réussi les minima olympiques et un seul nageur pour les minima propres à chaque sélection), :
Deux nageurs (ou plus) ont réalisé les minima olympique
- Aucun

Un nageur a réalisé les minima olympique
- Aucun

Un nageur (ou plus) a réalisé les minima de la sélection
- 200 mètres nage libre hommes
- 100 mètres brasse hommes
- 200 mètres brasse hommes
- 50 mètres nage libre femmes
- 200 mètres nage libre femmes
- 400 mètres nage libre femmes
- 800 mètres nage libre femmes
- 100 mètres dos femmes
- 200 mètres dos femmes
- 100 mètres brasse femmes
- 200 mètres brasse femmes
- 200 mètres quatre nages femmes
- 400 mètres quatre nages femmes

## Tir
| Athlète       | Compétition | Qualification | Qualification | Finale | Finale |
| Athlète       | Compétition | Points        | Rang          | Points | Rang   |
| ------------- | ----------- | ------------- | ------------- | ------ | ------ |
| Derek Burnett | Trap hommes |               |               |        |        |